# Coleen Rowley
Coleen Rowley, född 20 december 1954 i New Hampton, Iowa, är en politisk aktivist och före detta FBI-agent.

## Biografi
Rowley växte upp i New Hampton, Iowa och tog studentexamen 1973 och tog därefter examen i franska med högsta betyg vid Wartburg College i Waverly, Iowa 1977 med en examen i franska. År 1980 tog hon sin juristexamen vid University of Iowa College of Law.
I januari 1981 blev Rowley agent vid FBI och förlades till divisionerna i Omaha, Nebraska och Jackson, Mississippi. Från och med 1984 arbetade hon sex år på fältkontoret i New York med utredningar som involverar italiensk organiserad brottslighet och sicilianskt heroin. Under denna tid hade hon tre tillfälliga uppdrag på USA:s ambassad i Paris och på konsulatet i Montreal. År 1990 överfördes hon till FBI:s fältkontor i Minneapolis, där hon blev chefsadvokat. Där undervisade hon FBI-agenter och poliser om konstitutionell rätt, och övervakade Freedom of Information, förverkandeprogram, vittnesskyddsprogram och program för samhällsengagemang.
Efter 11 september-attackerna 2001, skrev Rowley en rapport till FBI-chefen Robert Mueller för att dokumentera hur FBI-personal i Washington, DC, hade misskött sin uppgift och underlåtit att vidta åtgärder baserat på informationen från Minneapolis, Minnesotas fältkontor om deras undersökning av misstänkt terrorist Zacarias Moussaoui. Denne hade misstänkts vara inblandade i förberedelserna för en självmordskapning liknande ”Eiffeltornet"-kapningen av Air France 8969 i december 1994. Fel som identifierats av Rowley kunde befaras ha lämnat landet sårbart för nya attacker. Rowley var en av många agenter som var frustrerade över de händelser som ledde fram till attackerna.
I februari 2003 skrev Rowley ett andra öppet brev till Mueller, där hon varnade sina överordnade för "att byrån inte är beredd att ta itu med nya terrorattacker som hon och många kollegor fruktade skulle bli följden av ett amerikanskt krig mot Irak." I april 2003 avgick hon från sin juridiska position för att återgå till att vara FBI-agent för att i slutet av 2004 pensionera sig från FBI efter 24 års tjänst.

## Utmärkelser
Rowley erhöll som visselblåsare utmärkelsen TIME "Person of the Year" 2002 tillsammans med två andra kvinnor, Sherron Watkins från Enron och Cynthia Cooper vid WorldCom. Hon fick också 2002 års Sam Adams Award.

## Medborgerliga rättigheter och fredsaktivism
Sedan 2003 har Rowley hållit föreläsningar om etik och etiskt beslutsfattande för olika grupper. Hon är också författare och bloggare. Tillsammans med andra visselblåsare deltog hon i juni 2015 i turnén "Stå upp för sanningen", som omfattade London, Oslo, Stockholm och Berlin. Hon har också föreläst på sitt alma mater tre gånger, 2003,  2004 och 2015.